# 柄囊苔炭黑粉菌
柄囊苔炭黑粉菌（学名：Anthracoidea eleocharidis）是属于黑粉菌目炭黑粉菌科炭黑粉菌属的一种真菌，寄生在苔草属植物上。该种分布于中国、印度、哈萨克斯坦、塔吉克斯坦、乌兹别克斯坦、土库曼斯坦、亚美尼亚、阿富汗、伊朗、伊拉克、叙利亚、土耳其、加拿大等地。